# Marie Mejzlíková II
Marie Mejzlíková II (gift Majerová), född 13 december 1903 i Prag, död 1994, var en tjeckoslovakisk friidrottare med längdhopp och kortdistanslöpning som huvudgren. Mejzlíková var världsrekordhållare och blev guldmedaljör vid den första ordinarie damolympiaden 1922 och var en pionjär inom damidrott.
Vid samma tid fanns ytterligare en friidrottare med samma namn, dessa skiljs vanligen åt som Marie Mejzlíková II och Marie Mejzlíková I född 1903).

## Biografi
Marie Mejzlíková föddes 1903 i dåvarande Tjeckoslovakien, i ungdomstiden blev hon intresserad av friidrott.
Den 21 maj 1922 satte hon sitt första världsrekord i löpning stafett 4 x 100 meter (med Marie Mejzlíková I, Marie Jirásková och Marie Bakovská), detta blev även det första officiella världsrekordet i stafett för damer.
Den 5 augusti 1922 satte hon även sitt första individuella världsrekord på löpning 100 meter på 13,6 sekunder vid tävlingar i Prag, även detta blev det första officiella världsrekordet. Den 13 maj 1923 matchade hon Mary Lines nya världsrekord på 12,8 sekunder vid tävlingar i Prag.
Den 6 augusti 1922 satte hon sitt första världsrekord i längdhopp vid tävlingar i Prag, detta blev det första officiella världsrekordet i längdhopp. Den 23 september 1923 förbättrade hon sitt världsrekord i längdhopp åter vid tävlingar i Prag
Den 20 augusti 1922 deltog hon vid den första damolympiaden i Paris, under idrottsspelen vann hon guldmedalj i löpning 60 meter och silvermedalj på 100 yards samt bronsmedalj i stafettlöpning 4 x 110 yards (med Mejzlíková II, Bozena Srámková, Marie Mejzlíková I och Marie Jirásková).
Senare gifte hon sig och drog sig tillbaka från tävlingslivet, Mejzlíková dog i augusti 1994.